# 정국 (전국 시대)
정국(鄭國, ? ~ ?)은 중국 전국 시대의 운하 기술자, 공학자이다. 한나라에서 진나라에 파견되어 진나라가 한나라를 침략하지 않도록 많은 사람의 동원이 필요한 토목 사업을 제안해 진나라가 한나라를 침략하지 못하도록 하였다.
정국거를 건설하던 중 이 사실이 들통나 사형 위기에 몰리자, 정국거 수로가 진나라의 농업 생산에 큰 도움이 된다고 설득하여 사형을 면하고 수로 건설을 끝마쳤다고 사기에 기록되어있다.